# Aleš Pultr
Aleš Pultr (22. září 1938 Praha) je český matematik.

## Život
Od roku 1961 působí jako učitel na Matematicko-fyzikální fakultě UK. Svými pracemi přispěl k rozvoji zejména teorie kategorií, topologie, teorie her, algebry a teoretické informatiky. Od roku 2003 je členem Učené společnosti ČR. V roce 2014 obdržel Medaili Josefa Hlávky.